# Regoli di Genaille-Lucas
I regoli di Genaille-Lucas, noti anche come regoli di Genaille o bastoncini di Genaille, sono uno strumento di calcolo inventato dall'ingegnere civile Henri Genaille nel 1891, in risposta ad un problema di aritmetica presentato nel 1885 dal matematico francese Édouard Lucas.

Possono essere considerati una variante dei noti bastoncini di Nepero, ma a differenza di questi, consentono di eseguire operazioni di moltiplicazione senza necessità di alcun calcolo intermedio. Rappresentando in maniera grafica il concetto matematico di riporto, infatti, il risultato della moltiplicazione può essere letto sui regoli stessi.

## Aspetto
Un set di regoli è composto da undici strisce di carta, legno o metallo, sulle quali sono stampate colonne di numeri e triangoli.

## Funzionamento
Si supponga di voler moltiplicare 52749 per 4.

I regoli relativi alle cifre 5, 2, 7, 4 e 9 vengono posti uno a fianco dell'altro, in modo che le cifre in cima ai regoli formino il moltiplicando. A sinistra del gruppo viene collocato il regolo "indice". Il moltiplicatore dell'operazione è 4, per cui si prende in considerazione la riga indicata col numero 4 nel regolo "indice".

La lettura dei regoli inizia dalla cifra più in alto nell'ultima colonna dei numeri della riga selezionata (quella corrispondente all'ultima cifra del moltiplicando).
Le punte dei triangoli indicano altre cifre nei regoli successivi. La lettura prosegue seguendo l'ordine indicato dai triangoli, da destra a sinistra, fino a raggiungere la prima colonna, relativa al regolo "indice".
Il risultato della moltiplicazione si può ottenere leggendo le cifre indicate dai triangoli, da sinistra a destra. Nell'esempio proposto, il risultato è 210996.

## Varianti
Con i regoli di Genaille-Lucas si possono eseguire anche moltiplicazioni per numeri a più di una cifra, determinando separatamente i prodotti parziali che andranno poi sommati separatamente. Con un diverso set di regoli, nei quali i triangoli vengono sostituiti da un insieme di frecce, è possibile eseguire anche operazioni di divisione con resto.